# Nedašova Lhota
Nedašova Lhota är en ort i Tjeckien.   Den ligger i regionen Zlín, i den östra delen av landet, 290 km öster om huvudstaden Prag. Nedašova Lhota ligger 417 meter över havet och antalet invånare är 749.
Terrängen runt Nedašova Lhota är huvudsakligen lite kuperad. Nedašova Lhota ligger nere i en dal. Runt Nedašova Lhota är det ganska glesbefolkat, med 23 invånare per kvadratkilometer. Närmaste större samhälle är Valašské Klobouky, 5,7 km väster om Nedašova Lhota. I omgivningarna runt Nedašova Lhota växer i huvudsak blandskog.